# 合気
合気（あいき）とは、武術、武道の用語。一方、修験道の気合術にも気合・合気があり、大東流合気柔術に活用された。
元は近代以前の柔術で相気という表記で用いられ、近代以降合気道や大東流といった体術においても相手の身体の自由を奪う技術として認知されるに到った。

## 合気道や大東流の合気
近現代に合気道等で現在有名な合気は、大東流合気柔術の武田惣角によって明治時代から衆目の前に現れた。合気道、大東流の極意とされ、「体格の良い男が小柄な老人に触れた瞬間投げ飛ばされる」、「数人がかりでおさえつけられた状態から、全員をあっという間に倒す」などの現象が代表的なイメージになっている。
一方、大東流では、技を行う上での根幹的技法群のいくつかを指して「合気」と名付けて、それを探求する傾向があるが、大東流から派生した合気道においては、合気は精神的な意味合いを持つ言葉として使用されることがある。合気道開祖の植芝盛平は、合気とは敵を破る術ではなく世界と和合する道であるとし、森羅万象の活動と調和することが合気道の極意であるとした。「合気は愛である」という彼の言葉もよく知られている。
合気道では技の源となる力等に関して呼吸力という表現がよく用いられる。武田惣角から合気柔術を学んだ堀川幸道は「合気という意味、技の精神的、根本的な意味を知らないでなぜ合気という言葉を使うのか」と憤慨していたそうである。
また、国語辞典・百科事典に大東流合気柔術・合気道があっても、合気の意味（由来）の説明はない。『剣道事典』の合気は相気の資料があり、大東流の合気は調査していない。近年、大東流合気武道本部の情報公開、武田惣角の前半生、会津藩御式内、宮司保科近悳の研究もあり、大東流における合気の意味の歴史的考察は以下のとおり明らかになった。なお、故郷会津坂下町の郷土学習副読本に、武田惣角は大東流合気柔術中興の祖から創始者に訂正（2017年７月21日）されたこともあり、以下の通り、説明は長くなる。
1. 大正2年、武田惣角は教授代理佐川子之吉のノートに、「アイキ」の技を教えた記述がある。また、大正11年、神道系の出口王仁三郎が植芝盛平に教えた合気の意味は、双方の史料に見られないという研究・論文がある。しかし、当時、合気の意味（由来）に関する文献は多数発表されている。
2. 平成22年、『月刊秘伝』に武田惣角の後継者・大東流合気武道宗家の「武田時宗遺稿集」が発表された。父惣角は自筆文献を残さなかったが、惣角遺言、秘伝中伝、「武田惣角一代記」などが初公開された。伝承の大東流歴史と異なる内容が見られ、合気の意味、大東流創始者を示唆している。武田は民間療法、占い、真言密教(マントラ・ヨーガ)、神道、瞑想、呼吸法、修験道の気合術・九字護身法の早九字・呪術の足止め術などを修行したという。事例として、高弟佐川幸義は「武田大先生の記録」にそろばん占いを見た。易学を２０年研究して、合気の原理は易と同じ森羅万象との調和といわれる。大東流合気武道会報7号の合気の秘法にも、人の生は気によるもの、気を養うことである。呼吸法により臍下丹田に気を充実させ、気力集中をはかり精神統一。不迷不怖の不動心、無念無想の神気境地に到達せしめ、天地万物の気に合わせ、吉凶禍福を悟り、これに対処する身の軽重、人心透視、未来予知の秘法に至るとある。
3. 「武田惣角一代記」は、時宗が父惣角の前半生の口伝を記録したものである。大東流歴史に語られていない生家同居人の藩士佐藤家（藩主護衛役の御供番、居合術の先生、御式内）、父惣角の助手になった妻の実家も調査した。また、父惣角の超能力開発法（密教念力）の修行は、指導を受けた人物の記述がない。父惣角の晩年の口伝、時宗の調査・独自研究が混在しており、武道専門家、大学教授でも時宗の独自研究を見抜くことは難しい。それでも情報非公開の壁があった大東流の研究に、期待された史料を公開した。注目されるのは、実技の鍛錬法に気合の法は気吸い上段右足から打ち込み「ヤア」、合気法は真言密教のヨーガ・チャクラの呼吸法で、初の文献として歴史的資料の価値がある。ところが、「武田惣角一代記」をコメントした専門家は見当たらない。
4. 武田惣角が修行した専門分野は、武術・民間療法・気合術・易学・修験道・九字護身法・真言密教・ヨーガ・神道・呪術・忍術（忍者八門）・瞑想法・呼吸法・民俗学など多岐にわたる。日本武道学会の雑誌「武道学研究（論文14件）」、国際日本文化研究センターなどの研究を見ると、大学教授は大東流歴史に疑問を感じても、故郷会津、合気の意味（由来）、武田の超能力開発法、国立国会図書館デジタルコレクションの文献を調査した形跡がない。合気の意味（由来）は民間療法と関係が深く、武道学会の医学博士なら容易に理解できる。武道学会は最新の情報収集、科学的な研究を行うが、専門分野が多岐に渡り、宗家・子弟制度の壁もあり、研究されない事例が次のとおりである。昭和62年、大東流合気武道の歴史が初めて故郷会津に紹介された結果、生家武田家の先祖、墓石・墓碑、父力士隊長、藩政時代の生家身分などは、郷土史料との相違点が多い。武田は故郷会津で警察署・陸軍部隊・武術関係者に指導した形跡がない。会津の地元関係者は、大東流は会津発祥であると武田時宗が証言したという。したがって、戦前に見られる仮託・創作の歴史である。地元関係者の間で、武田は大東流合気柔術中興の祖ではなく、創始者の明確な結論が出ている。しかし、戸籍、地元関係者、御式内の証拠、合気の意味などが不明のため、故郷会津における大東流の評価は低い。武田を中興の祖とする作品も、故郷会津では評価されていない。意外なことは、この事実を武道学会、大学教授、出版社などは認識していない。結果として、合気柔術を創始した武田の正当な評価、地元が期待する大東流発祥の記念碑建立、観光開発、大東流の組織拡大などの阻害要因になっている。見識の高い作家の小説・評伝は大東流創始者に修正した。
5. 高弟佐川幸義は、保科近悳（身長約140センチ）の容姿の写真を見て、武田に合気柔術を教えた説に疑問を呈した。調査の結果、武田の壬申戸籍（明治5年）控は「摠角」、現在の原戸籍も万延元年（1860年）10月10日生まれ。生家は農民、屋敷神（御伊勢宮）、藩政時代は斎藤姓、幕末は竹田姓、明治5年に初めて武田姓になった。戦後、宗家を継承した佐川幸義、武田時宗は会津の長男宗清に面会した時、指導したとされる惣右衛門の墓石（父惣吉が生まれる前に死去）、柳津円蔵寺の小野派一刀流奉納額（旧竹田姓、隣の佐藤忠孝）、母コンの実家は隣の藩士佐藤家（御供番、義兄忠孝）を見て、武田は大東流創始者ではないかと思った可能性がある。
6. 福島県霊山神社宮司保科近悳(元西郷頼母)は、武田に大東流の名称・歴史・甲斐武田家子孫を与えた。また、保科が与えた和歌「しるや人　川の流れを打てばとて　水に跡ある物なら那久耳」は、武術の技とは無関係で、『方丈記』「ゆく河の流れは絶えずして、しかももとの水にあらず」から引用、人生の無常観を詠った。さらに、保科の生涯日誌(全646名)に、武田惣角、武術、民間療法 、真言密教、修験道の記述は見られない。保科が武田に修験道の修行、御式内の秘術を伝授したといわれる福島県霊山寺(天台宗)は、江戸時代以降、修験者・修験道場が存在しない。このことから、保科が武田に合気柔術を教えた可能性は低い。
7. 明治15年、武田は道路工事夫と格闘して瀕死の重症を負い、戸籍は3年後に子供が生まれた。このことから、怪我の後遺症に苦しむ武田に、会津ですべて指導できる天才的な人物がいた。生家近村の民間療法・呪術の易者中川万之丞は、農民の身分でも会津藩に名人呼称を与えられ、元藩主松平容保の祝歌掛け軸、奥女中の南京絵皿、短刀（龍の一刀彫・会津道辰作）の贈呈品がある。成田山新勝寺で湯殿山修験、真言密教を修行した。万之丞は口伝の掟を守り、霊符以外に自筆文献は残されていない。子孫の記録・証言に気合術と呪い、宿曜道、気学（方位・身体機能・呼吸法）、天文の星座の図、霊視、太占面状、読心術（人身透視）、不動金縛り術、足止め術、火災盗難の呪符（早九字の花押）、神習教(神道)、宮内省岩瀬御料地補少教監の辞令が見られる。本名：惣三郎は、武田時宗の幼名と同じである。逸話として、万之丞は初めての客の顔を見ただけで、何の用向きかを察した。同じように、武田は初対面の道場で、稽古着の警察署長から巡査まで階級順にならべ、読心術（人身透視）を見せた。大東流三大口伝といわれる朝顔伝「合気上げ」は、抑えられた腕を腕力を遣わずに、気の力、呼吸法で相手の腕を上げる。鷲の爪伝「つかみ手」は民間療法の痛点・急所を押さえる技である。野中之幕伝は常に万全に備えを怠らぬ心法。したがって、易者万之丞は武術経験がなくても、朝顔伝、鷹の爪伝を武田に教えることができる。修験道は明治5年の修験廃止令後も、口伝、状況証拠といわれる。祈祷師でもある易者万之丞は、修験者の必須科目である九字護身法（略法の早九字）を修行した。万之丞は信者に与えた魔除けの呪符「東方木徳神守護」に、独自の早九字の格子文様（花押）が見られる。郷土史『会津の民俗12』「魔除け・呪符」に事例はなく、会津で唯一の事例になる。『魔除け百科』に早九字呪符は祈祷師の１事例しかなく、一般的な格子文様、五芒星である。万之丞独自の花押は、九字を極めた超能力者を示唆しており、全国に同じ事例は確認されていない。ところが、武田時宗遺稿集の九字護身法は、早九字の格子文様・五芒星に、梵字、臨・兵・闘の真言約50字を加えた密教念力（超能力開発法）とされる。調査の結果、早九字の梵字は『万呪秘法』（1920年）に事例がない。唯一、近年の真言密教文献『念力』に、ヨーガ・九字護身法の超能力開発法が見られ、時宗の独自研究であると判明した。また、大先達のいる会津修験のほとんどは天台宗系で、真言宗系は一割にも満たない。一般の僧侶は九字護身法の超能力開発法の修行はしない。会津の元修験で、農民の惣角に九字護身法、真言密教の超能力開発法を教えられる著名人は確認されていない。したがって、距離的に近く、同じ農民、同じ超能力を持つ民間療法、真言宗系修験道の万之丞が、武田に教えた可能性は極めて高い。ちなみに、易者万之丞説の著書『合気の発見』は、2009年北東文芸協会文学賞（奨励賞）を受賞している。
8. 合気の意味について、「大東流合気武道会報2号」に、武田時宗は気合と合気は分けて教え、気合は我が気合によって相手が呑まれてしまう。合気は邪念なく、構えなく、隙もなく、相手が技を掛けることも、手足も出せない状態になる。相手を我が思いのままに、自由自在に扱うことができる。「武田惣角一代記」に理論的な気合ノ術（構、動、発生、迅速）・合気ノ術（無構、静、無声、不動心）、実技的な気合の法・合気法の解説がある。武田惣角の武術要訣「秘伝中伝」19項目の第1は気合の事。また、武田の兵法に「油断あればどんな達人でも素人に敗れる。音無きに聞き、姿無きにみる。一見して相手を制し、戦わず勝ちを得ることが合気の極意なりき」とある。特に「音無きに聞き、姿無きに見る」は、惣角遺言、秘伝中伝、合気ノ術の3カ所に見られる。この事例として、映画『武蔵』の修験者佐々木小次郎に同じ意味のセリフがある。修験者・僧侶・大学教授田中利典の賛同もあり、修験の鍛錬の意味であると判明した。このことから、武田の気合・合気は修験道との関係が明確になった。
9. 修験道関係の文献、近年の国立国会図書館デジタルコレクションに、明治以降の合気之術、合気術、気合術の65文献が公開された。なぜか日本武道学会などの研究・論文は見られない。調査の結果、明治44年、『殺活自在気合術』（熊代彦太郎・元教師）に、気合は有心気合・動的・顕熱、合気は無心気合・静的・潜熱の理論的な解説がある。この内容は「武田惣角一代記」の理論的な気合ノ術・合気ノ術と合致した。 大正11年、『合気之術』(武骨居士)は出版して30年目、20刷重版、著者近藤嘉三（元宮内省勤務）が判明した。合気は読心術、気合の法から得られる。この内容は武田惣角の合気の極意「一見して相手を制し」（読心術・人身透視）、理論的な気合ノ術と合致した。 同年、武田は合気道開祖植芝盛平に合気を進言され、大東流柔術から大東流合気柔術に改称した証言もあるが、植芝盛平より9年前に「アイキ」の技を教えた。先行文献として、『合気道教室』に『合気之術』(明治25年)と武田惣角の読心術・気合は合致した調査がある。また、『不動尊霊験祈祷法』『気合術講習秘録』『霊能開発法』に、民間療法の気合術と不動金縛り法、九字護身法は実質的に何ら相違がない。易者万之丞の冊子『呪法』に武田惣角と同じ、不動金縛り法・解法、足止め術、九字護身法の高度な技術がある。さらに、『インド密教占術　奇跡の霊符・気のパワー』に、七つのチャクラに手をかざし気をいれ、気のパワーは即効力、霊符は持続性がある。これは、易師万之丞の真言密教・宿曜道・『呪法』、武田惣角の実技合気法（七つのチャクラ）と同じ手法である。なお、万之丞の遺品に陰陽道安倍清明と同じ「式盤占い」があり、武田の祖父惣右衛門が陰陽師とする説は創作で、万之丞の占いからヒントを得たものと推察される。
10. 戦前の参考文献は販売目的のために、歴史上の有名人を引用、誇張された部分がある。著書に一次資料の原文紹介はなく、修験道口伝の掟のため、原文を著者に依頼し、実技の解説は少ない。著者の主観的・理論的な解説が中心で、著者の経歴からみて、実技は会得していないと思われる。気合術は藩政時代の武芸者にも伝えられている。気合術の全文献に必ずしも合気の説明があるわけではない。修験道研究家は口伝の掟があり、研究・論文のように評価できる文献は少ないという。しかし、客観的な史料として問題点があっても、多く著書に修験道、合気は読心術、気合の法から会得できるという共通点が見られる。参考文献の事例として、修験者の『摩訶不思議・浜口熊嶽自叙伝』は、武田惣角と同じように修験者（実川行者）に真言密教、修験道、九字護身法を修行して、密教の秘法、気合術（エィの気合）を民間療法に活かした。易者万之丞と同じ事例であり、合気の意味は民間医療、修験道の中にある。口伝とされる修験者・易者・忍者の超人的能力を、口伝の文献で証明することは大学教授でも難しい。気の力は西洋医学の死体では確認できない。しかし、民間療法・　易学は専門学校、修験道の忍者は三重大学で教え、『忍術気合術秘伝』に気合・合気の解説がある。真言宗僧侶池口恵観は、枝に止まったスズメを気合で落として念力と表現した。金縛り術は、アメリカの研究所で左右の耳に異なる周波数を聞かせて証明した。僧侶の芥川賞作家玄侑宗久は折れない腕を実演した。大東流武術家は投げ技で互いの手がくっついて離れない触れ合気、呼吸法を鍛錬した抜き合気を再現した。
11. 故郷会津の調査結果は、高弟佐川幸義の研究・証言、生家の先祖（親戚武田家を借用）父力士隊長（竹田惣吉、大砲運搬、足軽分の農民）、明治戸籍（農民、祖父惣左衛門）、墓石（先祖惣右衛門、父惣吉、義弟武三郎）、墓誌（親戚の武田国次、武田興平）、実母は農家生まれ、義母は士族生まれ、双子兄妹の妹は7歳で失明、武田に御式内を教えた隣の藩士佐藤金右衛門（御供番、剣術の理合・動作を柔術に応用）、宮司保科近悳(元西郷頼母)の生涯日誌、武田に与えた和歌原文など、「武田時宗遺稿集」の父惣角の大東流創始者を示唆する内容は証明された。また、昭和4年、実話雑誌の「武田惣角武勇伝」（竹下勇）は、戦前の出版界事情で誇張された可能性もあり、公開されない理由が推察される。さらに、大東流の合気の意味は、大東流合気武道会報、武田惣角一代記、専門家が調査しなかった国立国会図書館文献に同じ内容の記述がある。 戦前は官民格差の気風が濃く、大東流のように歴史上の有名人、古事記などを引用した歴史の仮託、ダブルスタンダードは珍しいものではない。新たな史料・証拠・会津関係者の証言によって、合気の意味、大東流創始者が明らかになった。長年、合気を研究した作家・津本陽、西郷頼母研究家の牧野登、大東流・合気道研究家、各専門分野の大学教授、郷土史研究家の賛同がある。その結果、平成29年、会津坂下町の人物紹介「武田惣角」は大東流創始者に全面訂正された。多くの大東流文献の訂正は難しい事情があるためか、実質的な大東流創始者の表現が見られる。合気の意味、大東流歴史の研究は合気道などの文献にもみられ、これまでの研究文献・人物事典（生年は訂正済）は見直し、ダブルスタンダードの解消が期待される。
12. 結論として、武田惣角は修験道口伝の掟、大東流歴史の仮託もあり、門人に合気の意味を語らなかった。門弟および晩年の遺言「武田惣角一代記」に多くの証拠、合気の意味のヒントを残した。大東流における合気の意味（由来）は、医学の民間療法、修験道の気合術の気合・合気から引用したものである。
13. 合気の技にはやらせ疑惑がつきものである。演武で見せる技は時に超人的なものに見えるので、"本当にこのような技が可能なのか疑わしい。技をかけられる側が演技で自分から跳んで「達人の神技」を演出しているのではないか"という疑惑である。このような疑問に関しては、論点をいくつかに分けて論じることが可能である。合気は一概にインチキである、本物である、とは言いにくいものである。[独自研究?]

力の出し方とする立場
吉田始史は腰を中心とし、腰から首までの軸を作り、腰の力をそれぞれの肩まで力のラインを意識できるようになると、接触面の脱力は自ずとつかめるとしている。
高岡英夫は体重とモーメントを使用するのが初級の合気、身体各部が同時に動き、支点が揺動するのが中級の合気としている。
接触の方法とする立場
倉部誠は接触部分から力を検知できないように働かせることで相手が抵抗できないと主張している。
吉福康郎は「触覚情報を操る技術」とし、相手に気付かれないよう体勢を変えて技をかけていると主張している。
岡本正剛は相手と対立せず相手が想定したよりもわずかに早く接触するとしている。
西田幸夫は相手より若干早く動くことで相手が無意識に追いかけることで体勢を崩し自分、相手、その接触点を3つの軸とした回転で押しと引きを同時に作用させるとしている。
気を合するとする立場
堀川幸道は、錦戸武夫に「気を合するのだ」と説明している。
その他の要因とする立場
保江邦夫は、力学的に合気道の技を解析しながら「合気」はそれらとは別の現象であると主張しており、筋電計の計測結果から合気を「自分の生体電流で相手の神経を麻痺させる」技であるという仮説を唱えていたが、近年は舞や神道、キリスト教に通じるものを見出し「愛」を唱えている。
木村達雄は非物質的な防衛システムの働きを消すスイッチを入れるものと主張している。